# Masaya Nozaki
Masaya Nozaki (野崎 雅也 Nozaki Masaya?), född 3 augusti 1993 i Saitama prefektur, är en japansk fotbollsspelare.
Nozaki började sin karriär 2011 i Urawa Reds. Efter Urawa Reds spelade han för Avispa Fukuoka, Gainare Tottori, YSCC Yokohama och AC Nagano Parceiro.